# Vlastimil Kroupa
Vlastimil Kroupa (* 27. duben 1975, Most) je bývalý český profesionální hokejový obránce.

## Hráčská kariéra
V roce 1993 si ho ve vstupním draftu NHL vybral tým San Jose Sharks ve druhém kole (celkově 45. místo). Kroupa odehrál 5 sezón v týmech San Jose Sharks a New Jersey Devils. Vysoký a šikovný obránce Kroupa byl znám pro přechodný styl pohybu s pukem a tvrdou umístěnou střelu. Ale měl problémy s delší sezónou NHL (v porovnání s Evropou) a drsnějšími a tvrdšími fyzickými aspekty hry v Severní Americe. Poté, co koncem 90. let strávil několik sezón většinou v AHL, kde brousil svoji hru, zvolil Kroupa před sezónou 2000–01 návrat ke hraní v rodné České republice.

## Ocenění a úspěchy
- 1998 AHL – All-Star Game

## Prvenství
- Debut v NHL – 6. října 1993 (Edmonton Oilers proti San Jose Sharks)
- První gól v NHL – 10. října 1993 (Los Angeles Kings proti San Jose Sharks, brankáři Kelly Hrudey)
- První asistence v NHL – 14. října 1993 (San Jose Sharks proti Calgary Flames)

## Klubové statistiky
| Sezóna       | Klub                    | Soutěž       |     | Základní část | Základní část | Základní část | Základní část | Základní část |   | Play off | Play off | Play off | Play off | Play off |
| Sezóna       | Klub                    | Soutěž       | Z   | G             | A             | B             | TM            | Z             | G | A        | B        | TM       |          |          |
| 1992–93      | HC Chemopetrol Litvínov | ČSHL         | 10  | 0             | 1             | 1             | 0             | —             | — | —        | —        | —        |          |          |
| 1993–94      | San Jose Sharks         | NHL          | 27  | 1             | 3             | 4             | 20            | 14            | 1 | 2        | 3        | 21       |          |          |
| 1993–94      | Kansas City Blades      | IHL          | 39  | 3             | 12            | 15            | 12            | —             | — | —        | —        | —        |          |          |
| 1994–95      | San Jose Sharks         | NHL          | 14  | 0             | 2             | 2             | 16            | 6             | 0 | 0        | 0        | 4        |          |          |
| 1994–95      | Kansas City Blades      | IHL          | 51  | 4             | 8             | 12            | 49            | 12            | 2 | 4        | 6        | 22       |          |          |
| 1995–96      | San Jose Sharks         | NHL          | 27  | 1             | 7             | 8             | 18            | —             | — | —        | —        | —        |          |          |
| 1995–96      | Kansas City Blades      | IHL          | 39  | 5             | 22            | 27            | 44            | 5             | 0 | 1        | 1        | 6        |          |          |
| 1996–97      | San Jose Sharks         | NHL          | 35  | 2             | 6             | 8             | 12            | —             | — | —        | —        | —        |          |          |
| 1996–97      | Kentucky Thoroughblades | AHL          | 5   | 0             | 3             | 3             | 0             | —             | — | —        | —        | —        |          |          |
| 1997–98      | New Jersey Devils       | NHL          | 2   | 0             | 1             | 1             | 0             | —             | — | —        | —        | —        |          |          |
| 1997–98      | Albany River Rats       | AHL          | 71  | 5             | 29            | 34            | 48            | 12            | 0 | 3        | 3        | 6        |          |          |
| 1998–99      | Albany River Rats       | AHL          | 2   | 0             | 1             | 1             | 4             | —             | — | —        | —        | —        |          |          |
| 1998–99      | Kansas City Blades      | IHL          | 77  | 6             | 32            | 38            | 52            | 3             | 0 | 1        | 1        | 0        |          |          |
| 1999–00      | Albany River Rats       | AHL          | 1   | 1             | 0             | 1             | 0             | —             | — | —        | —        | —        |          |          |
| 1999–00      | Moskitos Essen          | DEL          | 48  | 5             | 12            | 17            | 46            | —             | — | —        | —        | —        |          |          |
| 2000–01      | HC Sparta Praha         | ČHL          | 47  | 3             | 2             | 5             | 32            | 13            | 0 | 1        | 1        | 22       |          |          |
| 2001–02      | HC Chemopetrol Litvínov | ČHL          | 48  | 6             | 3             | 9             | 98            |               |   |          |          |          |          |          |
| 2002–03      | HC Chemopetrol Litvínov | ČHL          | 50  | 8             | 12            | 20            | 90            | —             | — | —        | —        | —        |          |          |
| 2003–04      | HC Chemopetrol Litvínov | ČHL          | 49  | 3             | 10            | 13            | 46            | —             | — | —        | —        | —        |          |          |
| 2004–05      | HC Chemopetrol Litvínov | ČHL          | 45  | 2             | 4             | 6             | 26            | 6             | 0 | 0        | 0        | 6        |          |          |
| 2005–06      | HC Oceláři Třinec       | ČHL          | 52  | 1             | 4             | 5             | 36            | 4             | 1 | 0        | 1        | 8        |          |          |
| 2006–07      | HC Oceláři Třinec       | ČHL          | 52  | 6             | 7             | 13            | 80            | 10            | 1 | 3        | 4        | 26       |          |          |
| 2007–08      | HC Oceláři Třinec       | ČHL          | 28  | 0             | 2             | 2             | 38            | —             | — | —        | —        | —        |          |          |
| 2008–09      | HC Litvínov             | ČHL          | 52  | 4             | 6             | 10            | 54            | 4             | 1 | 0        | 1        | 14       |          |          |
| 2009–10      | HC Benzina Litvínov     | ČHL          | 50  | 4             | 18            | 22            | 70            | —             | — | —        | —        | —        |          |          |
| 2010–11      | HC Benzina Litvínov     | ČHL          | 26  | 1             | 2             | 3             | 46            | —             | — | —        | —        | —        |          |          |
| Celkem v NHL | Celkem v NHL            | Celkem v NHL | 105 | 4             | 19            | 23            | 66            | 20            | 1 | 2        | 3        | 25       |          |          |

## Reprezentace
| Rok                       | Tým                       | Soutěž                    | Z  | G | A | B | TM |
| ------------------------- | ------------------------- | ------------------------- | -- | - | - | - | -- |
| 1993                      | Česko 18                  | MEJ                       | 6  | 1 | 0 | 1 | 4  |
| 1995                      | Česko 20                  | MSJ                       | 7  | 4 | 2 | 6 | 10 |
| 1997                      | Česko                     | MS                        | 9  | 0 | 4 | 4 | 10 |
| Juniorská kariéra celkově | Juniorská kariéra celkově | Juniorská kariéra celkově | 13 | 5 | 2 | 7 | 14 |
| Seniorská kariéra celkově | Seniorská kariéra celkově | Seniorská kariéra celkově | 9  | 0 | 4 | 4 | 10 |

## Qi gong a Tai Ji
Kroupa již ve 25 letech trpěl bolestmi kloubů a páteře, navrhované operace odmítl. Zdravotní komplikace se rozhodl řešit cvičením Tai Ji, zprvu se učil pod vedením mistra Zhai Hong Yin, následně i na International College of Medical Qi Gong. V roce 2011 byl přijat za žáka taoistické větve Long Men Pai v Číně (Škola Dračí brány). Byl mu udělen certifikát lektora s možností vyučovat první stupeň léčebného Qi Gongu, podle osnov ICMQ. V současnosti je žákem Dama Mitchella.
S Martinou Kroupovou a Petrem Gažákem založil Kroupa Lotus Nei Gong Prague.